# Malecón (cóctel)

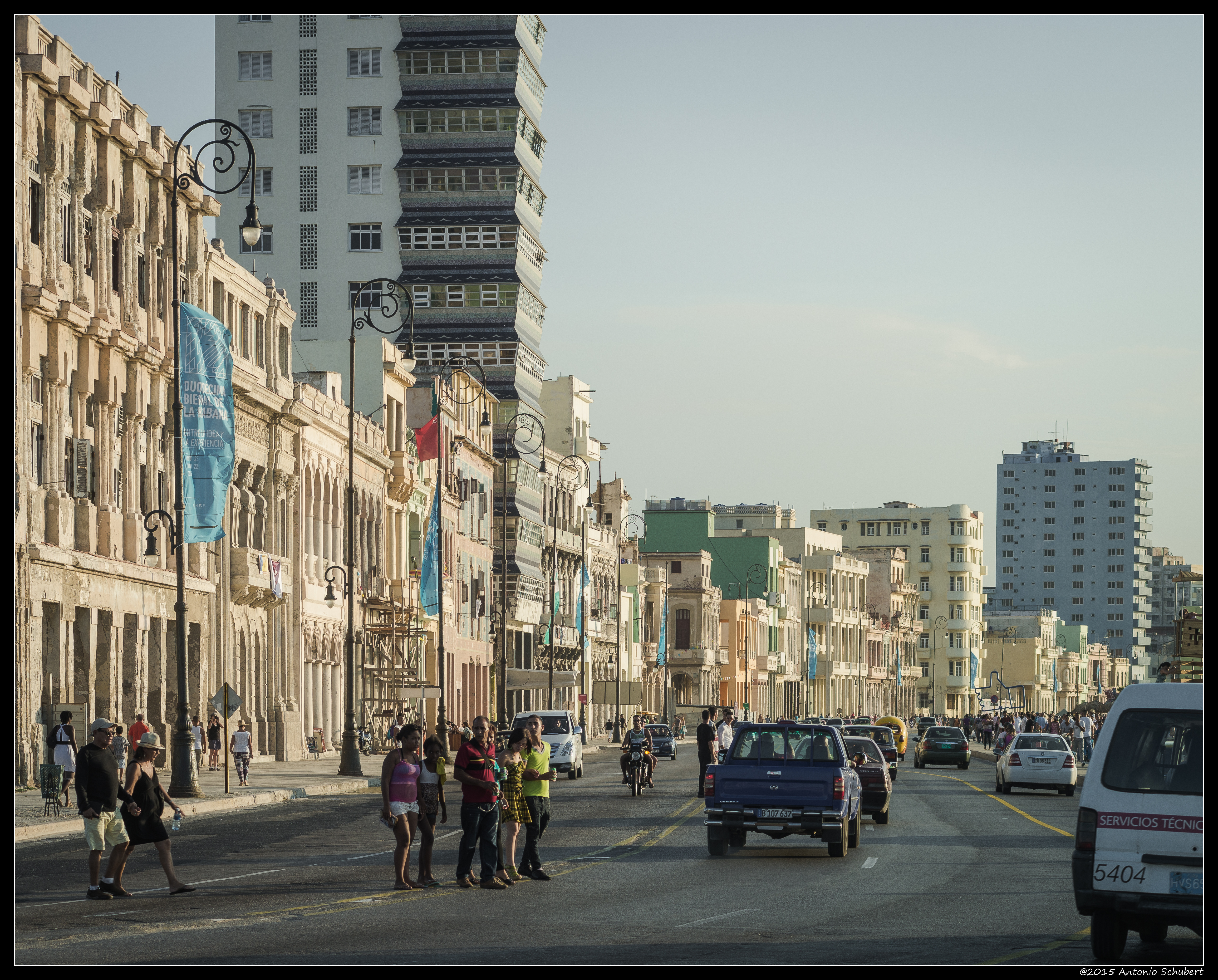
El Malecón, La Habana.

El Malecón hace referencia a varios cócteles, cuyo nombre hace honor al Malecón, una famosa avenida frente a la playa de La Habana, Cuba, donde se originó.
La avenida ha inspirado al menos tres cócteles diferentes: una versión previa a la prohibición de la propia Cuba, una versión estadounidense actualizada más tarde en 1941 y una versión más moderna de 2007.

## Cóctel Malecón de 1915
De la guía de cócteles cubanos de John Escalante, Manual Del Cantinero.  La bebida requiere partes iguales de coñac y vermú Chambéry (probablemente un blanc, como Dolin) como base, con adiciones de una pizca de jarabe (symple syrup) y una pizca del bíter Amargo de Angostura. Como garnish, se decora con una fresa.

## Cóctel Malecón de 1941
Del libro de bebidas de Crosby Gaige, Cocktail Guide and Ladies' Companion. Dice que la bebida estaba destinada a evocar «el ocio y el lujo de la Habana Vieja».
- 1.5 oz. de ron blanco
- 1.5 oz. de punsch
- 1.5 oz. de ginebra seca
- Una pizca de brandy de albaricoque.

## Cóctel Malecón de 2007

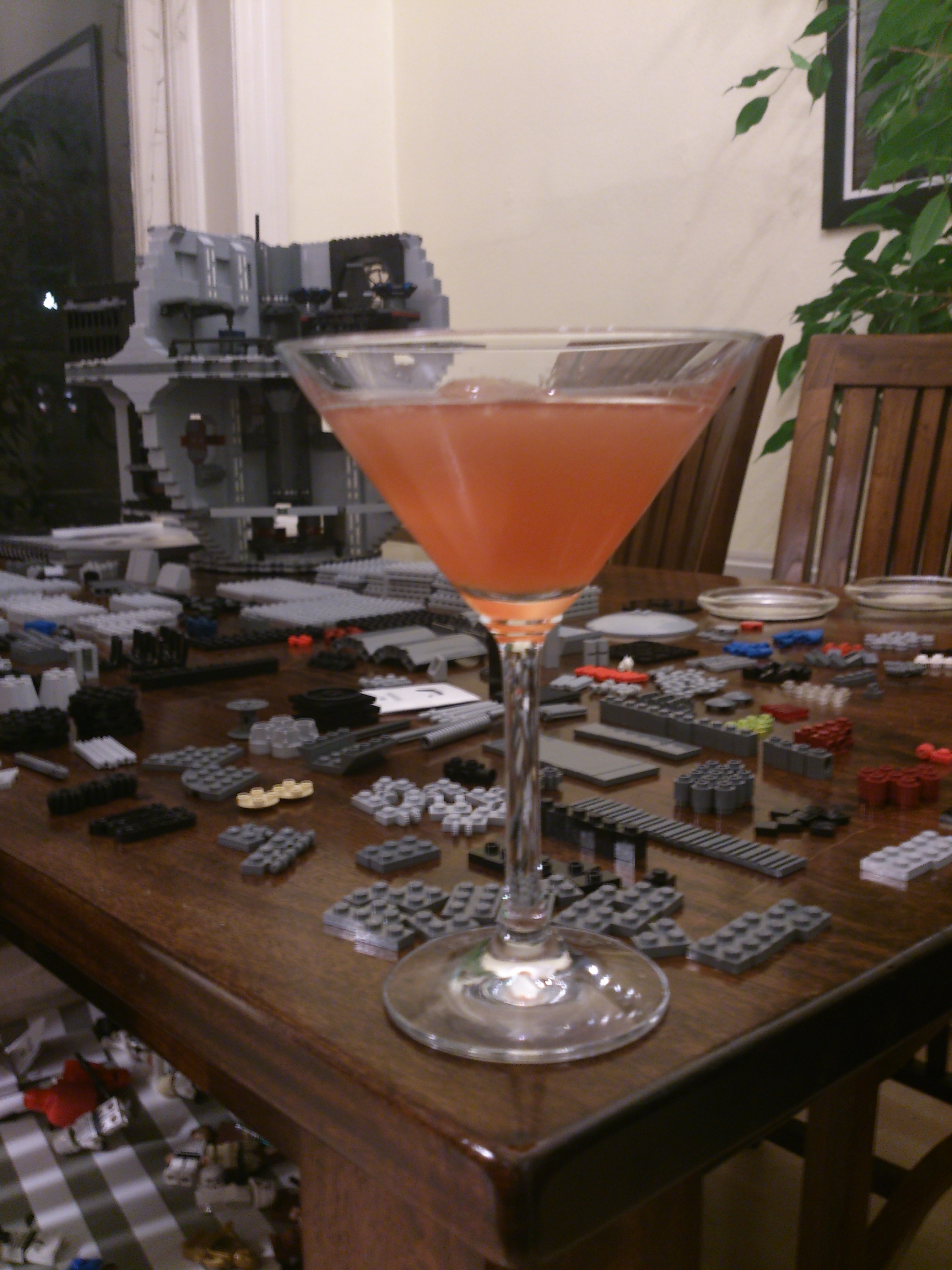
Cóctel Malecón.

Según lo actualizado por Erik Lorincz cuando trabajó de bartender en el Connaught Bar, Londres.
- 50ml (1 3/4 oz) ron blanco de Bacardí
- 15ml (1/2 oz) Oporto de 10 años de Smith Woodhouse
- 10ml (1/3 oz) Jerez Oloroso Don José Reserva
- 30ml (1 oz) jugo de lima
- 2 cucharadas [10ml] (1/3 oz.) azúcar sacaroso
- 3 gotas de bíter Peychaud

Lorincz dijo que se inspiró para hacer el cóctel después de un viaje a La Habana, y que el cóctel representa los sentimientos que el Malecón evocó en él mientras caminaba a lo largo del rompeolas: simplicidad, alegría y la dulzura de la vida equilibrada por un toque de amargura.
He leído que la esencia de lo que significa ser cubano es aceptar las inevitabilidades de la existencia humana, que nacemos y debemos morir, y hacer lo mejor de la vida intermedia y pasar el mejor tiempo posible. Con esta actitud admirable en mente, quería crear una bebida que se pudiera disfrutar a cualquier hora del día o de la noche, y que fuera en casa en el bar de cócteles más elegante de Londres e igualmente en el Malecón de La Habana con música, risas y humo de tabaco en el aire. 
El Malecón fue la apuesta de Lorincz en el concurso de cócteles de ron Bacardi Legacy 2007 y fue una de las razones por las que fue elegido en 2010 para dirigir el revitalizado American Bar en el Hotel Savoy. El Libro de cócteles del Savoy (Savoy Cocktail Book) incluye la receta de la versión original de un cóctel conocido como Havana en 1937.

## Cócteles similares
La receta original para el cóctel de La Habana que figura en libros como el Café Royal Cocktail Book de 1937, The Official Mixers Manual, así como el Savoy Cocktail Book comparte muchos aspectos del cóctel Malecón de 1941, tanto en términos de la historia de fondo de su nombre como de su ingredientes de brandy de gin, punsch y albaricoque. La Habana contiene mucho más brandy de albaricoque que el Malecón de 1941, sin embargo, representa la mitad del cóctel y no contiene ron. En comparación con La Habana original, el cóctel Malecón de 1941 se hizo menos dulce y se hizo más indicativo de Cuba al reducir la cantidad de brandy de albaricoque y pedir ron blanco (como Havana Club).